# J'ai épousé un croque-mort

J'ai épouse un croque-mort (The Undertaker's Wedding) est une comédie policière canadienne réalisée par John Bradshaw et sortie en 1997.

## Synopsis
Mario Bellini (Adrien Brody) est le gérant d'une entreprise de pompes funèbres et n'ose pas dévoiler sa profession à Louise, sa petite amie (Holly Gagnier). Nous assistons parallèlement à une guerre des gangs entre deux bandes de mafieux rivales. Pour tenter de mettre fin à ces tueries incessantes, le frère du chef de l'un des gangs à l'idée d'organiser une fausse mort et un faux enterrement. Rocco (Jeff Wincott) va donc rester chez Bellini en attendant d'être exfiltré, ce qui n'est pas sans poser de problème étant donné le comportement du mafioso. Bellini craque et demande au frère du gangster de faire quelque chose, il a lors l'idée de faire intervenir Maria (Kari Wuhrer) la femme de Rocco. À la fin, Rocco sera tué par mégarde et Bellini épousera Maria... d’où le titre du film.

## Fiche technique
- Réalisation : John Bradshaw
- Scénario : John Bradshaw
- Producteur : Paco Alvarez, Steve Arroyave, Nicolas Stiliadis.
- Musique : Varouje
- Photographie : Edgar Egger

## Distribution
- Adrien Brody (VF : Denis Laustriat) : Mario Bellini
- Jeff Wincott : Rocco
- Kari Wuhrer :  Maria, la femme de Rocco
- Holly Gagnier: Louise, la première petite amie de Mario
- Nicholas Pasco : Michael Caprelli
- Burt Young : Alberto
- Anna-Maria Giannotti : La mère de Mario Bellini

## Autour du film
Lors de sa ressortie en DVD en 2004, le film a été retitré : J'ai épousé un tueur